# I'll Be Home for Christmas (ER)
I'll Be Home for Christmas is de tiende aflevering van het achtste seizoen van de televisieserie ER, die voor het eerst werd uitgezonden op 13 december 2001.

## Verhaal
Dr. Benton is nog steeds verwikkeld in de voogdijzaak met Roger over Reese. Hij pleegt meineed tijdens zijn getuigenis om zo Reese niet kwijt te raken. Hij eist bij dr. Romano minder uren, als dit geweigerd wordt neemt hij ontslag en neemt een baan bij het ziekenhuis waar dr. Finch ook aangenomen is. Dit besluit komt de voogdijzaak ten goede, hij krijgt volledige voogdij over Reese.  Hij besluit om nu samen met dr. Finch te verhuizen om zo samen dicht bij hun nieuwe werkplek te wonen.
Dr. Carter krijgt tijdens de kerstdagen bezoek van zijn vader, hij deelt dr. Carter mede dat hij en zijn vrouw gaan scheiden. 
Dr. Kovac krijgt van Nicole te horen dat zij Chicago verlaat, dit komt voor hem als een verrassing.
Lockhart ziet Nicole liggen op de afdeling verloskunde, zij komt erachter dat zij een abortus heeft ondergaan. Zij beseft hierdoor dat Nicole wel degelijk zwanger was en schaamt zich over haar twijfels.
Dr. Weaver heeft haar eerste afspraakje met Sandy Lopez.
Als een moeder de SEH bezoekt met haar doodzieke zoon bidt het personeel van de SEH op een kerstwonder voor hem. 

## Rolverdeling

### Hoofdrollen
- Anthony Edwards - Dr. Mark Greene
- Noah Wyle - Dr. John Carter
- Michael Gross - John 'Jack' Carter jr.
- Frances Sternhagen - Millicent Carter
- Laura Innes - Dr. Kerry Weaver
- Alex Kingston - Dr. Elizabeth Corday
- Paul McCrane - Dr. Robert Romano
- Goran Višnjić - Dr. Luka Kovac
- Sherry Stringfield - Dr. Susan Lewis
- Michael Michele - Dr. Cleo Finch
- Eriq La Salle - Dr. Peter Benton
- Matthew Watkins - Reese Benton
- Maura Tierney - verpleegster Abby Lockhart
- Laura Cerón - verpleegster Chuny Marquez
- Yvette Freeman - verpleegster Haleh Adams
- Lily Mariye - verpleegster Lily Jarvik
- Elizabeth Rodriguez - verpleegster Sandra
- Dinah Lenney - verpleegster Shirley
- Pamela Sinha - verpleegster Amira
- Linda Shing - ICU verpleegster Corazon
- Lyn Alicia Henderson - ambulancemedewerker Pamela Olbes
- Montae Russell - ambulancemedewerker Dwight Zadro
- Lisa Vidal - brandweervrouw Sandy Lopez
- Vondie Curtis-Hall - Roger McGrath
- Khandi Alexander - Jackie Robbins
- Kristin Minter - Randi Fronczak

Dit is de laatste aflevering van Eriq La Salle als Dr. Peter Benton en Michael Michele als Dr. Cleo Finch.

### Gastrollen (selectie)
- Castulo Guerra - rechter Alter
- Roma Maffia - Ms. Prager
- Lea Salonga - Amparo
- Tom Wright - Wharton
- Michael Perri - Ben
- Charles Rahi Chun - vader van Ben
- Anne Dudek - Paula Gamble
- Harrison Page - Stan
- Julie Delpy - Nicole
- Luck Hari - Lakshmi